# Beat Wabel
Beat Wabel (Wetzikon, 23 de mayo de 1967) es un deportista suizo que compitió en ciclismo de montaña en la disciplina de campo a través. Ganó una medalla de bronce en el Campeonato Europeo de Ciclismo de Montaña de 1997.

## Palmarés internacional
| Campeonato Europeo | Campeonato Europeo    | Campeonato Europeo | Campeonato Europeo |
| Año                | Lugar                 | Medalla            | Competición        |
| ------------------ | --------------------- | ------------------ | ------------------ |
| 1997               | Silkeborg (Dinamarca) | Medalla de bronce  | Campo a través     |